# Scolitantides andina
Scolitantides andina är en fjärilsart som beskrevs av Philip Powell Calvert 1894. Scolitantides andina ingår i släktet Scolitantides och familjen juvelvingar. Inga underarter finns listade.